# Алеја крајпуташа
Алеја крајпуташа као спомен обележје формирано је током 1966. и 1967. године у Градском парку у Краљеву.
Алеја има дванаест типских примерака ове врсте споменика са подручја Града Краљева, који су пренети из околних села. Намера је била да буду сачувани и лоцирани на истакнутом месту. Споменици су подизани палим српским војницима из отаџбинских ратова у другој половини 19. и првој половини 20. века. 
Ови споменици се услед немара запуштености и препуштености зубу времена налазе у доста девастираном стању. Почетком 2019. године Завод за заштиту споменика културе Краљево је покренуо пројекат за рестаурацију и заштиту ових споменика крајпуташа.